# Yumi's Cells (webtoon)
Yumi's Cells (en hangul, 유미의 세포들) es una serie manhwa surcoreana escrita e ilustrada por Donggun Lee. Este webtoon fue lanzado en el portal de internet Naver WEBTOON desde el 1 de abril de 2015 hasta el 13 de noviembre de 2020 con un total de 512 capítulos. La historia gira en torno a Yumi Kim, una oficinista de 32 años, y sus células cerebrales, pequeñas células con capucha azul que controlan todos sus estados de ánimo, pensamientos y acciones.

## Adaptaciones

### Juegos
- Yumi's Block Pang
- Yumi's Cells: My Dream House
- Yumi's Cells: The Game

### Novela web
- 유미의 세포들 en la serie Naver

### Drama
Una serie se estrenó el 17 de septiembre de 2021 con el mismo nombre en Corea del Sur. El 8 de septiembre de 2021, TVING anunció que el drama había vendido los derechos de transmisión en más de 160 países de todo el mundo, incluidos Europa, América del Norte y el sudeste asiático.

### Animación
Se lanzará una serie de animación en 2022 con el mismo nombre en Corea del Sur.